# صوفي (شركة)
شركة صوفي تكنولوجيز (بالإنجليزية: SoFi Technologies)‏ هي شركة أمريكية للتمويل الشخصي عبر الإنترنت وبنك عبر الإنترنت. يقع مقر الشركة في سان فرانسيسكو، وتوفر المنتجات المالية بما في ذلك إعادة تمويل قروض الطلاب والرهون العقارية والقروض الشخصية وبطاقات الائتمان والاستثمار والخدمات المصرفية من خلال كل من تطبيقات الهاتف المحمول وواجهات سطح المكتب.

## المنتجات

### الإقراض
تعد القروض الشخصية وقروض الطلاب وقروض المنازل وإعادة تمويل القروض جزءًا من خدمات الإقراض التي تقدمها الشركة. في عام 2015، بعد أربع سنوات من إطلاقها، أصدرت الشركة أكثر من 6 مليارات دولار من القروض، لتصبح واحدة من أكبر المقرضين في السوق. ويستمرون في الحفاظ على سياسة عدم فرض رسوم على قروضهم، باستثناء الفوائد.

### التأمين
دخلت الشركة في شراكة مع العديد من شركات التأمين التابعة لجهات خارجية، مثل شكرة ليمونيد، من أجل تقديم التأمين على الحياة، والتأمين على السيارات، وتأمين أصحاب المنازل، وتأمين المستأجرين.

### تداول العملات المشفرة
في فبراير 2019، أطلقت الشركة شراكة مع كوين بيس لتقديم تداول العملات المشفرة، حيث تقدم تداول بيتكوين وإيثريوم ولايتكوين وأكثر من 17 أصلًا مشفرًا آخر للمستخدمين في كل ولاية أمريكية باستثناء هاواي ونيوجيرسي، وفرجينيا الغربية. كانت معاملات العملة المشفرة واحدة من منتجات الشركة الوحيدة التي لديها رسوم. في ديسمبر 2023، أغلقت الشركة خدمات العملة المشفرة الخاصة بها.

### الخدمات المصرفية
تقدم الشركة حسابًا جاريًا/توفيرًا عالي العائد بدون رسوم ومدعومًا من قبل شركة تأمين الودائع الفيدرالية. وتشمل حسابات إدارة النقد (الجارية) ومنصة الاستثمار خدمات الوساطة والمستشار الآلي. في يوليو 2020، أطلقت الشركة شراكة مع سامسونج باي لإطلاق سامسونج ماني باي صوفي، وهو حساب فحص/توفير لإدارة النقد، مع بطاقة خصم رقمية ومادية. في أواخر عام 2020، أطلقت صوفي أول بطاقة ائتمانية لها على الإطلاق، بهدف تحفيز العادات المالية الصحية.